# Alpirsbach
Alpirsbach är en stad i Landkreis Freudenstadt i regionen Nordschwarzwald i Regierungsbezirk Karlsruhe i förbundslandet Baden-Württemberg i Tyskland.